# Przysłop (Pasmo Gorca)
Przysłop (1187 m) – szczyt w Gorcach. Znajduje się w paśmie Gorca pomiędzy Jaworzyną Kamienicką (1288 m) i Gorcem (1228 m). Jest to niewybitny, dwuwierzchołkowy szczyt, niewiele tylko wznoszący się ponad grzbiet całego pasma. Wyższy jest wierzchołek zachodni (1187 m), wierzchołek wschodni ma wysokość 1159 m. Obydwa są zwornikami. Od wierzchołka zachodniego opada na południe krótki grzbiet z kulminacją Borysówki, oddzielający dolinę potoku Jaszcze od doliny potoku Małe Jaszcze. Od wierzchołka wschodniego w południowo-wschodnim kierunku do doliny rzeki Ochotnica odchodzi długi grzbiet oddzielający dwa jej dopływy: potok Jaszcze i potok Jamne. Porośnięte lasem północne stoki Przysłopu opadają do doliny Kamienickiego Potoku. Znajduje się w nich wychodnia zwana Czubatym Groniem (Skalnym Gronikiem).
Wierzchołek Przysłopu znajduje się na obszarze Gorczańskiego Parku Narodowego i porasta go las, ale po obu jego stronach znajdują się nieduże przełęcze i od nich pochodzi nazwa szczytu; w języku Wołochów, którzy byli założycielami Ochotnicy, słowo prisłop oznaczało przełęcz Na przełęczy po zachodniej stronie zachodniego wierzchołka i na jej południowych, ochotnickich stokach znajduje się polana Przysłop Górny, na północnych stokach wierzchołka wschodniego znajduje się polana Bieniowe. Obydwie te polany są na obszarze parku. Na przełęczy po wschodniej stronie tegoż wierzchołka wschodniego i na południowych stokach znajduje się jeszcze jedna polana – Przysłop Dolny, znajdująca się już poza obszarem parku.
Przez szczyt Przysłopu biegnie granica między wsiami Zasadne i Ochotnica Górna w województwie małopolskim, w powiecie nowotarskim, w gminie Ochotnica Dolna.

## Szlaki turystyki pieszej
odcinek: Gorc – Przysłop Dolny – Przysłop – Przysłop Górny – Średniak – polana Jaworzyna – Trzy Kopce – Polana Gabrowska – Hala Długa – Turbacz. Odległość 10,4 km, suma podejść 370 m, suma zejść 270 m, czas przejścia 2 godz. 50 min, z powrotem 2 godz. 30 min.
 Ochotnica Górna – dolina potoku Jamne – Gorczańska Chata – Kosarzyska – Przysłop Dolny – skrzyżowanie ze szlakiem zielonym. Odległość 7,1 km, suma podejść 600 m, czas przejścia 2 godz. 15 min, z powrotem 1 godz. 45 min.

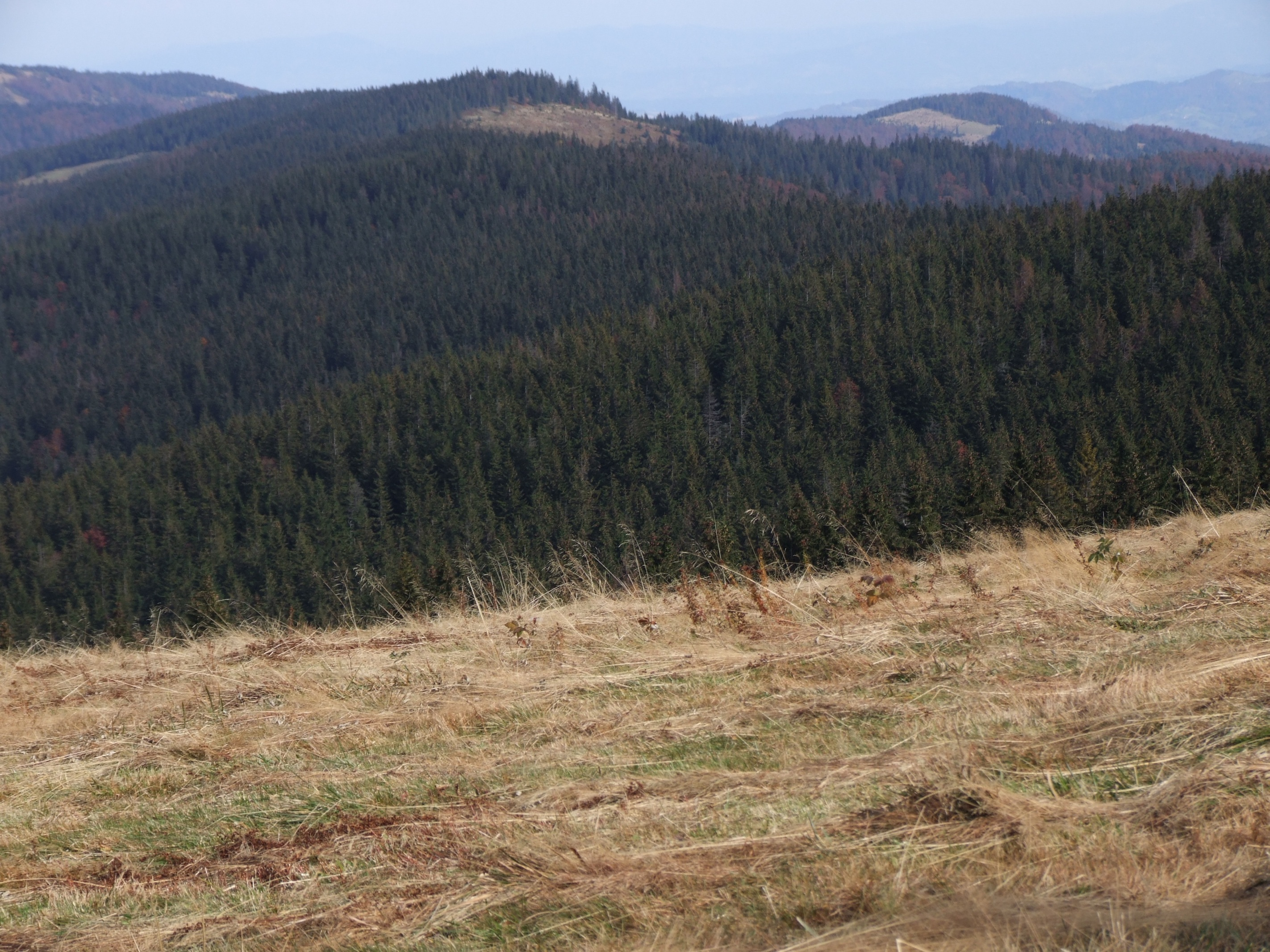
Widok na Przysłop z Jaworzyny Kamienickiej